# Advanced Distribution Solutions
Advanced Distribution Solutions Spółka Akcyjna – przedsiębiorstwo przemysłu spożywczego z siedzibą w Krakowie, notowane na Giełdzie Papierów Wartościowych w Warszawie, zajmujące się dystrybucją napojów.

## Struktura
Przedsiębiorstwo jest podmiotem dominującym grupy kapitałowej, w skład której wchodzą:
- Przedsiębiorstwo Handlowo-Usługowe Empat sp. z o.o. (KRS 0000042512) z siedzibą w Świdnicy – 100% udziałów[1];
- Max Beer SA (KRS 0000048591) w Krakowie – 100%;
- Mag-Mar-ADS sp. z o.o. (KRS 0000287864) z siedzibą w Rybniku – 100%;
- Przedsiębiorstwo Wielobranżowe Bomark sp. z o.o. (KRS 0000083237) w Katowicach – 100%[2];
- Przedsiębiorstwo Wielobranżowe Inter-Hurt sp. z o.o. (KRS 0000091799) z siedzibą w Bydgoszczy – 100%[3];
- Nibres-ADS sp. z o.o. (KRS 0000288320) w Słupsku – 100%[4];
- Star-Napoje Poznań sp. z o.o. z siedzibą w Luboniu – 100%;
- Przedsiębiorstwo Wielobranżowe Ro & Ma SA w Kielcach – 100%;
- Danpol-Bis sp. z o.o. z siedzibą w Jędrzychowicach – 100%[5].

ADS SA buduje grupę kapitałową przejmując lokalne hurtownie oraz przeprowadzając ich konsolidację i restrukturyzację. W kwietniu 2008 ogłoszono plan połączenia ze spółkami zależnymi Max Beer, Mag-Mar-ADS oraz Bomark.

## Działalność
Grupa ADS jest ogólnopolskim dystrybutorem piwa oraz innych napojów alkoholowych i bezalkoholowych. Rozprowadzane produkty są wytwarzane przez podmioty zewnętrzne, którym grupa oferuje także pewne usługi marketingowe.

## Historia
Spółka, pod inną firmą, została zawiązana w 1994. W 1995 kupiła browar w Jędrzejowie, rozpoczynając tym samym działalność gospodarczą. 17 listopada 1997 jej akcje były po raz pierwszy notowane na Giełdzie Papierów Wartościowych w Warszawie. W 1999 spółka nabyła akcje browaru "Perła" w Lublinie, a w 2000 przejęła browar w Rybniku. W tym samym roku zmieniła nazwę na "Browary Strzelec SA". W 2002 spółka nabyła od banku Pekao SA wierzytelność wobec Browarów Brok SA a następnie przejęła ich majątek, składający się głównie z wytwórni w Koszalinie. Zmieniła po raz kolejny firmę, tym razem na "Browary Polskie Brok-Strzelec SA".
W kwietniu 2005 spółka, mająca wówczas zaledwie 2-procentowy udział w polskim rynku piwa, podpisała z należącą do Danish Brewery Group firmą Faxe Polska sp. z o.o. umowę zbycia przedsiębiorstwa, w skład którego wchodziły m.in. browary w Koszalinie i Jędrzejowie. Kwota transakcji przekroczyła 121 mln zł. Druga umowa, o zbyciu akcji lubelskiego browaru "Perła", opiewała na 15 mln zł. Faxe Polska przejęło też wszystkich pracowników. Spółka pozbyła się również nieruchomości rolnych w Januszowicach a w czerwcu 2005 zmieniła nazwę na "Sagittarius-Strzelec SA". Wpływy z transakcji miały pokryć zobowiązania spółki w wysokości ok. 70 mln zł oraz wykup obligacji na sumę 41 mln zł.
W 2006 spółka rozpoczęła nowy etap działalności od podpisania z kilkoma podmiotami, zajmującymi się dystrybucją napojów, porozumienia w sprawie połączenia. W grudniu nabyła akcje Wytwórni Wody Źródlanej Połczyn Zdrój SA, wówczas w upadłości. 20 lutego 2007 firmę spółki zmieniono na obecną. W marcu przedsiębiorstwo sprzedało prawo wieczystego użytkowania nieruchomości w Krakowie; w związku z tym w lipcu 2007 nie posiadało już żadnych znaczących środków trwałych.
Z powodu braku zawarcia układu z wierzycielami podczas zgromadzenia wierzycieli w dniu 30 kwietnia 2015 roku, sąd w Katowicach zmienił postępowanie upadłościowe przedsiębiorstwa z układowego na likwidacyjne. To spowodowało wykluczenie spółki z obrotu giełdowego z dniem 16 listopada 2015 roku.
.   

## Akcjonariat
Według danych z kwietnia 2008 największymi znanymi akcjonariuszami spółki są:
- Lubomir Serbin, posiadający 3,82% akcji i 3,60% głosów na WZA;
- Współpraca sp. z o.o. – 1,02% akcji i 4,80% głosów
- Piotr Puchalski – 0,39% akcji i 0,37% głosów.

Pozostali posiadają 94,77% akcji i 91,23% głosów.